# Nouvelle Vague (album)
Nouvelle Vague è il primo album discografico del gruppo musicale francese Nouvelle Vague, famoso per le reinterpretazioni di classici della new wave e del punk in chiave bossa nova. Il disco è stato pubblicato nel 2004.

## Tracce
|    | Titolo                         | Artista/gruppo originale | Durata |
| -- | ------------------------------ | ------------------------ | ------ |
| 1  | Love Will Tear Us Apart        | Joy Division             | 3:18   |
| 2  | Just Can't Get Enough          | Depeche Mode             | 3:07   |
| 3  | In a Manner of Speaking        | Tuxedomoon               | 3:58   |
| 4  | Guns of Brixton                | The Clash                | 4:06   |
| 5  | This Is Not a Love Song        | Public Image Ltd.        | 3:47   |
| 6  | Too Drunk to Fuck              | Dead Kennedys            | 2:16   |
| 7  | Marian                         | The Sisters of Mercy     | 3:53   |
| 8  | Making Plans for Nigel         | XTC                      | 3:32   |
| 9  | A Forest                       | The Cure                 | 3:39   |
| 10 | I Melt with You                | Modern English           | 4:00   |
| 11 | Teenage Kicks                  | The Undertones           | 2:13   |
| 12 | Psyche                         | Killing Joke             | 4:12   |
| 13 | Friday Night, Saturday Morning | The Specials             | 4:22   |